# Brazilija
Brazilija, uradno Federativna republika Brazilija je največja in najbolj naseljena država v Južni Ameriki. Širi se preko ogromnega področja med Andi na zahodu in Atlantikom na vzhodu, meji pa na Urugvaj, Argentino, Paragvaj in Bolivijo na jugu, Peru in Kolumbijo na zahodu, Venezuelo, ter Gvajano, Surinam in Francosko Gvajano na severu.
Brazilija je peta največja država na svetu po površini in sedma po številu prebivalcev. Njeno glavno mesto je Brasilia, najbolj naseljeno mesto pa São Paulo. Brazilija je federacija, ki jo sestavlja 26 držav in zvezno okrožje. Je edina država v Ameriki, kjer je portugalščina uradni jezik. Brazilija je med najbolj multikulturnimi in etnično raznolikimi narodi na svetu zaradi več kot stoletja množičnega priseljevanja z vsega sveta.
Brazilija, ki jo na vzhodu omejuje Atlantski ocean, ima obalo dolgo 7491 kilometrov. Pokriva približno polovico ozemlja Južne Amerike in meji na vse druge države in ozemlja na celini, razen na Ekvador in Čile. Brazilsko amazonsko porečje vključuje obsežen tropski gozd, kjer živijo raznolike divje živali, različni ekološki sistemi in obsežni naravni viri, ki obsegajo številne zaščitene habitate. Ta edinstvena okoljska dediščina postavlja Brazilijo na prvo mesto med 17 megadiverzitetnimi državami. Naravno bogastvo države je tudi predmet velikega svetovnega zanimanja, saj degradacija okolja (s procesi, kot je krčenje gozdov) neposredno vpliva na globalna vprašanja, kot so podnebne spremembe in izguba biotske raznovrstnosti.
Ozemlje današnje Brazilije je bilo naseljeno s številnimi plemenskimi narodi pred izkrcanjem raziskovalca Pedra Álvaresa Cabrala leta 1500. Brazilija, ki si jo je pozneje lastil Portugalski imperij, je ostala portugalska kolonija do leta 1808, ko je bila prestolnica imperija prenesena iz Lizbone v Rio de Janeiro. Leta 1815 je bila kolonija povzdignjena v kraljevino ob nastanku Združenega kraljestva Portugalske, Brazilije in Algarvesa. Neodvisnost je bila dosežena leta 1822 z ustanovitvijo Brazilskega cesarstva, enotne države, ki jo ureja ustavna monarhija in parlamentarni sistem. Ratifikacija prve ustave leta 1824 je vodila do oblikovanja dvodomnega zakonodajnega organa, ki se zdaj imenuje Nacionalni kongres. Suženjstvo je bilo odpravljeno leta 1888. Država je postala predsedniška republika leta 1889 po vojaškem državnem udaru. Avtoritarna vojaška diktatura se je pojavila leta 1964 in je vladala do leta 1985, nato pa se je ponovno vzpostavilo civilno upravljanje. Sedanja ustava Brazilije, oblikovana leta 1988, jo opredeljuje kot demokratično zvezno republiko. Zaradi svoje bogate kulture in zgodovine se država uvršča na trinajsto mesto na svetu po številu Unescovih območij svetovne dediščine.

## Etimologija
Beseda Brazilija verjetno izhaja iz portugalske besede za drevo Paubrasilia echinata ali brazilski les, ki je nekoč v izobilju raslo ob brazilski obali. V portugalščini se brazilski les imenuje pau-brasil, pri čemer ima beseda brasil običajno pomeni »rdeč kot žerjavica«, sestavljeno iz brasa ('žerjavica') in pripone -il (iz -iculum ali -ilium). Alternativno je bilo predlagano, da je to ljudska etimologija za besedo za rastlino, ki je povezana z arabsko ali azijsko besedo za rdečo rastlino. Ker brazilski les proizvaja temno rdeče barvilo, ga je evropska tekstilna industrija zelo cenila in je bil prvi komercialno izkoriščen izdelek iz Brazilije. Skozi 16. stoletje so avtohtona ljudstva (večinoma Tupi) posekala ogromne količine brazilskega lesa vzdolž brazilske obale, ki so les prodajala evropskim trgovcem (večinoma portugalskim, pa tudi francoskim) v zameno za izbrano evropsko potrošniško blago.
Uradno portugalsko ime dežele v izvirnih portugalskih zapisih je bilo »Dežela svetega križa« (Terra da Santa Cruz), vendar so jo evropski mornarji in trgovci običajno imenovali »Dežela Brazilija« (Terra do Brasil) zaradi trgovine z brazilskim lesom. Priljubljeno ime je zasenčilo in sčasoma izpodrinilo uradno portugalsko ime. Nekateri zgodnji mornarji so jo imenovali Dežela papagajev.
V gvaranščini, ki je uradni jezik Paragvaja, se Brazilija imenuje Pindorama, kar pomeni 'dežela palm'.

## Zgodovina

### Predkabralovo obdobje
Nekateri najzgodnejši človeški ostanki, najdeni v Ameriki, Luzia (fosil), so bili najdeni na območju Pedro Leopoldo v državi Minas Gerais in zagotavljajo dokaze o človeškem bivanju vsaj 11.000 let nazaj. 
Najstarejša lončenina, ki so jo kdaj našli na zahodni polobli, je bila izkopana v porečju Amazonke v Braziliji in radiokarbonsko datirana pred 8000 leti (6000 pr. n. št.). Keramika je bila najdena blizu Santaréma in je dokaz, da je regija podpirala kompleksno prazgodovinsko kulturo. Kultura Marajoara je cvetela na Marajóju v delti Amazonke od leta 400 do 1400 našega štetja, razvila je prefinjeno keramiko, družbeno razslojenost, velike populacije, gradnjo gomil in zapletene družbene formacije, kot so poglavarstva.
Približno v času portugalskega prihoda je bilo ozemlje današnje Brazilije ocenjeno na 7 milijonov domorodnih prebivalcev, večinoma polnomadskih, ki so se preživljali z lovom, ribolovom, nabiralništvom in migrantskim poljedelstvom. Prebivalstvo je sestavljalo več velikih avtohtonih etničnih skupin (npr. Tupi, Gvarani, Ljudstvo Gê in Aravaki). Ljudstvo Tupi je bilo razdeljeno na Tupiniquine in Tupinambáse.
Pred prihodom Evropejcev so meje med temi skupinami in njihovimi podskupinami zaznamovale vojne, ki so izhajale iz razlik v kulturi, jeziku in moralnih prepričanjih. Te vojne so vključevale tudi obsežne vojaške akcije na kopnem in vodi, s kanibalističnimi rituali na vojnih ujetnikih. Medtem ko je imela dednost določeno težo, je bil status vodenja bolj pridobljen s časom, kot pa dodeljen na obredih nasledstva in konvencijah. Suženjstvo med staroselskimi skupinami je imelo drugačen pomen kot za Evropejce, saj je izhajalo iz raznolike družbenoekonomske organizacije, v kateri so se asimetrije prevajale v sorodstvene odnose.

### Portugalska kolonizacija
Po Tordesilljski pogodbi potrjena s bulo papeža Aleksandra VI. iz leta 1494, je razdelila novo odkrite dežele na vplivna območja Španije in Portugalske po poldnevniku, ležečem približno 1770 km zahodno od Zelenortskih otokov. Obala današnje Brazilije, ki so jo Evropejci prvič ugledali leta 1500, je s tem pripadla Portugalski. S prihodom portugalske flote, ki ji je poveljeval Pedro Álvares Cabral, so Portugalci naleteli na domorodna ljudstva, razdeljena na več etničnih družb, od katerih je večina govorila jezike družine Tupi–Gvarani in se bojevala med seboj. Čeprav je bila prva naselbina ustanovljena leta 1532, se je kolonizacija dejansko začela leta 1534, ko je kralj Ivan III. Portugalski razdelil ozemlje na petnajst zasebnih in avtonomnih kapitanij.
Vendar so se decentralizirane in neorganizirane težnje kapitanij izkazale za problematične in leta 1549 jih je portugalski kralj prestrukturiral v generalno guvernerstvo Brazilije v mestu Salvador, ki je postalo glavno mesto enotne in centralizirane portugalske kolonije v Južni Ameriki. V prvih dveh stoletjih kolonizacije so domorodne in evropske skupine živele v nenehni vojni in vzpostavljale oportunistična zavezništva, da bi pridobile prednost druga proti drugi.
Do sredine 16. stoletja je trsni sladkor postal najpomembnejši brazilski izvoz, medtem ko so sužnji, kupljeni v podsaharski Afriki na trgu sužnjev zahodne Afrike (ne le tisti iz portugalskih kolonij v Angoli in Mozambiku), postali njegov največji uvoz, za obvladovanje nasadov sladkornega trsa zaradi vse večjega mednarodnega povpraševanja po brazilskem sladkorju. Brazilija je med letoma 1500 in 1800 sprejela več kot 2,8 milijona sužnjev iz Afrike.
Do konca 17. stoletja je izvoz sladkornega trsa začel upadati in odkritje zlata s strani bandeirantov v 1690-ih je postalo nova hrbtenica gospodarstva kolonije, kar je spodbudilo zlato mrzlico, ki je privabila na tisoče novih naseljencev v Brazilija iz Portugalske in vseh portugalskih kolonij po svetu. Ta povečana stopnja priseljevanja je nato povzročila nekaj konfliktov med prišleki in starimi naseljenci.
Portugalske odprave, znane kot bandeiras, so postopoma razširile prvotne brazilske kolonialne meje v Južni Ameriki do približno sedanjih meja. V tem obdobju so druge evropske sile poskušale kolonizirati dele Brazilije z vdori, s katerimi so se morali boriti Portugalci, zlasti s Francozi v Riu v 1560-ih, v Maranhau v 1610-ih ter Nizozemci v Bahii in Pernambucu med nizozemsko-portugalsko Vojna, po koncu Iberske unije.
Portugalska kolonialna uprava v Braziliji je imela dva cilja, ki bi zagotovila kolonialni red in monopol najbogatejše in največje portugalske kolonije: obdržati pod nadzorom in izkoreniniti vse oblike suženjskega upora in odpora, kot je Quilombo iz Palmaresa in zatreti vsa gibanja za avtonomijo ali neodvisnost, kot je Minas Gerais Conspiracy.

### Povzdigovanje v kraljestvo
Konec leta 1807 so španske in Napoleonove sile ogrozile varnost celinske Portugalske, zaradi česar je princ regent Ivan v imenu kraljice Marije I. preselil kraljevi dvor iz Lizbone v Rio de Janeiro. Tam so ustanovili nekaj prvih brazilskih finančnih ustanov, kot so lokalne borze[81] in Narodna banka, s čimer so dodatno odpravili portugalski monopol nad brazilsko trgovino in odprli brazilska pristanišča za druge države. Leta 1809 je princ regent v maščevanje, ker je bil prisiljen v izgnanstvo, ukazal osvojitev Francoske Gvajane.
Ob koncu vojne na polotoku leta 1814 so evropska sodišča zahtevala, da se kraljica Marija I. in princ regent Ivan vrneta na Portugalsko, ker so menili, da ni primerno, da bi vodja starodavne evropske monarhije prebival v koloniji. Leta 1815 je krona, da bi upravičila nadaljnje življenje v Braziliji, kjer je kraljevi dvor uspeval šest let, ustanovila Združeno kraljestvo Portugalske, Brazilije in Algarve ter tako ustvarila večcelinsko čezatlantsko monarhično državo.[83] Vendar pa je vodstvo na Portugalskem, ki je bilo nezadovoljno zaradi novega statusa svoje večje kolonije, še naprej zahtevalo vrnitev dvora v Lizbono. Leta 1821 je Ivan VI., ko je ugodil zahtevam revolucionarjev, ki so zavzeli mesto Porto, odšel v Lizbono. Tam je prisegel novi ustavi in svojega sina, princa Petra de Alcântara, pustil kot regenta kraljevine Brazilije.

### Neodvisni imperij
Napetosti med Portugalci in Brazilci so se povečale in portugalski Cortes, voden z novim političnim režimom, ki ga je uvedla liberalna revolucija, je poskušal ponovno vzpostaviti Brazilijo kot kolonijo. Brazilci niso hoteli popustiti, princ Peter pa se jim je odločil stati ob strani in 7. septembra 1822 razglasil neodvisnost države od Portugalske. Mesec dni kasneje je bil princ Peter razglašen za prvega cesarja Brazilije s kraljevim naslovom Dom Pedro I., kar je povzročilo ustanovitev Brazilskega cesarstva.
Brazilska vojna za neodvisnost, ki se je že začela v tem procesu, se je razširila po severnih, severovzhodnih regijah in v provinci Cisplatina. Zadnji portugalski vojaki so se predali 8. marca 1824; Portugalska je uradno priznala brazilsko neodvisnost 29. avgusta 1825.
7. aprila 1831, izčrpan zaradi let upravnih pretresov in političnega nesoglasja z liberalno in konservativno stranjo politike, vključno s poskusom republikanske odcepitve in nepomirjen z načinom, ki so ga absolutisti na Portugalskem podali pri nasledstvu kralja Ivana VI., Peter I. odide na Portugalsko, da bi si povrnil hčerkino krono, potem ko se je odrekel brazilskemu prestolu v korist svojega petletnega sina in dediča (Petra II.).
Ker novi cesar ni mogel izvajati svojih ustavnih pooblastil, dokler ni postal polnoleten, je državni zbor ustanovil regentstvo. Ker ni bilo karizmatične osebnosti, ki bi lahko predstavljala zmeren obraz moči, je v tem obdobju prišlo do vrste lokalnih uporov, kot so Cabanagem v Grão-Paráju, Malêjev upor v Salvadorju, Balaiada (Maranhão), Sabinada (Bahia) in vojna Ragamuffin, ki se je začela v Rio Grande do Sul in jo je podpiral Giuseppe Garibaldi. Ti so izhajali iz nezadovoljstva provinc s centralno oblastjo, skupaj s starimi in latentnimi družbenimi napetostmi, značilnimi za veliko, sužnjelastniško in novo neodvisno nacionalno državo. To obdobje notranjih političnih in družbenih preobratov, ki je vključevalo upor v Praieiri v Pernambucu, je bilo premagano šele konec 1840-ih, leta po koncu regentstva, ki se je zgodilo s prezgodnjim kronanjem Petra II. leta 1841.
V zadnji fazi monarhije se je notranja politična razprava osredotočila na vprašanje suženjstva. Atlantska trgovina s sužnji je bila opuščena leta 1850 kot posledica britanskega Aberdeenskega zakona in zakona Eusébia de Queirósa, vendar šele maja 1888, po dolgem procesu notranje mobilizacije in razprave za etično in pravno odpravo suženjstva v državi, in je bila institucija formalno ukinjena z odobritvijo Lei Áurea.
Zunanja politika monarhije je obravnavala vprašanja z državami južnega stožca, s katerimi je Brazilija mejila. Dolgo po cisplatinski vojni, ki je povzročila neodvisnost Urugvaja, je Brazilija med 58-letno vladavino Petra II. zmagala v treh mednarodnih vojnah: platinsko vojno, urugvajsko vojno in uničujočo paragvajsko vojno, največji vojni napor v brazilski zgodovini.
Čeprav večina Brazilcev ni želela spremeniti oblike vlade, je 15. novembra 1889 v nestrinjanju z večino častnikov cesarske vojske, pa tudi s podeželskimi in finančnimi elitami (iz različnih razlogov), je bila monarhija strmoglavljena z vojaškim udarom. Nekaj dni kasneje je bila državna zastava zamenjana z novo, ki je vključevala nacionalni moto Ordem e Progresso, na katerega je vplival pozitivizem. 15. november je zdaj dan republike, državni praznik.

### Zgodnja republika
Zgodnja republikanska vlada je bila vojaška diktatura, pri čemer je vojska prevladovala tako v Riu de Janeiru kot v državah. Svoboda tiska je izginila in volitve so nadzorovali tisti na oblasti. Šele leta 1894, po gospodarski in vojaški krizi, so civilisti prevzeli oblast in tam ostali do oktobra 1930.
Če je država v zvezi s svojo zunanjo politiko v tem prvem republikanskem obdobju ohranila relativno ravnotežje, za katero je značilen uspeh pri reševanju mejnih sporov s sosednjimi državami, sta ga prekinili šele vojna v Akri (1899–1902) in njena vpletenost v svet. Prva svetovna vojna (1914–1918), ki ji je sledil neuspešen poskus prevzeti vidno vlogo v Društvu narodov; navznoter, iz krize Encilhamenta in mornariških uporov se je začel podaljšan cikel finančne, politične in družbene nestabilnosti do1920-ih, zaradi česar so državo oblegali različni upori, tako civilni kot vojaški.
Malo po malo je krog splošne nestabilnosti, ki so ga sprožile te krize, spodkopal režim do te mere, da je po umoru svojega protikandidata poraženi opozicijski predsedniški kandidat Getúlio Vargas ob podpori večine vojske uspešno vodil Revolucija leta 1930. Vargas in vojska naj bi začasno prevzela oblast, a je namesto tega zaprla kongres, razveljavila ustavo, vladala z izrednimi pooblastili in guvernerje zveznih držav zamenjala s svojimi podporniki.
V 1930-ih so trije poskusi odstranitve Vargasa in njegovih privržencev z oblasti propadli. Prva je bila ustavna revolucija leta 1932, ki jo je vodila oligarhija São Paula. Drugi je bil komunistični upor novembra 1935, zadnji pa poskus puča lokalnih fašistov maja 1938. Vstaja leta 1935 je povzročila varnostno krizo, v kateri je kongres prenesel več moči na izvršno vejo oblasti. Državni udar leta 1937 je povzročil preklic volitev leta 1938 in formaliziral Vargasa kot diktatorja, s čimer se je začela doba Estado Novo. V tem obdobju sta se vladna brutalnost in cenzura tiska povečala.
Med drugo svetovno vojno je Brazilija ostala nevtralna do avgusta 1942, ko je država utrpela maščevanje s strani nacistične Nemčije in fašistične Italije v strateškem sporu glede južnega Atlantika in je zato vstopila v vojno na strani zaveznikov. Poleg sodelovanja v bitki za Atlantik je Brazilija poslala tudi ekspedicijske sile, da bi se borile v italijanski kampanji.
Z zmago zaveznikov leta 1945 in koncem fašističnih režimov v Evropi je Vargasov položaj postal nevzdržen in bil je hitro strmoglavljen z novim vojaškim udarom, demokracijo pa je »ponovno vzpostavila« ista vojska, ki jo je končala 15 let prej. Vargas je avgusta 1954 storil samomor sredi politične krize, potem ko se je vrnil na oblast z volitvami leta 1950.

### Sodobnost
Vargasovemu samomoru je sledilo več kratkih začasnih vlad. Juscelino Kubitschek je leta 1956 postal predsednik in zavzel spravljivo držo do politične opozicije, ki mu je omogočila vladanje brez večjih kriz. Gospodarstvo in industrijski sektor sta izjemno rasla, vendar je bil njegov največji dosežek izgradnja nove prestolnice Brasilia, slovesno odprta leta 1960. Kubitschekov naslednik, Jânio Quadros, je leta 1961 odstopil manj kot leto dni po prevzemu položaja. Njegov podpredsednik João Goulart je prevzel predsedniški položaj, vendar je vzbudil močno politično nasprotovanje in bil aprila 1964 odstavljen z državnim udarom, ki je povzročil vojaško diktaturo.
Nov režim naj bi bil prehoden, vendar se je postopoma zaprl vase in postal popolna diktatura z razglasitvijo Petega institucionalnega zakona leta 1968. Zatiranje ni bilo omejeno na tiste, ki so se zatekli k gverilskim taktikam za boj proti režimu, ampak je doseglo tudi institucionalne nasprotnike, umetnike, novinarje in druge člane civilne družbe, znotraj in zunaj države skozi zloglasno Operacijo Kondor. Tako kot drugi brutalni avtoritarni režimi je zaradi gospodarskega razcveta, znanega kot »ekonomski čudež«, režim dosegel vrhunec priljubljenosti v zgodnjih 1970-ih.
Zaradi nezmožnosti obvladovanja gospodarske krize tistega obdobja in pritiska ljudstva je bila politika odprtja neizogibna, ki sta jo s strani režima vodila generala Ernesto Geisel in Golbery do Couto e Silva. Z uveljavitvijo zakona o amnestiji leta 1979 se je Brazilija začela počasi vračati v demokracijo, ki se je končala v 1980-ih.
Civilisti so se vrnili na oblast leta 1985, ko je predsednik prevzel José Sarney. Med svojim mandatom je postal nepriljubljen, ker mu ni uspelo obvladati gospodarske krize in hiperinflacije, ki ju je podedoval od vojaškega režima. Sarneyjeva neuspešna vlada je leta 1989 privedla do izvolitve skoraj neznanega Fernanda Collorja, ki ga je nacionalni kongres leta 1992 nato obtožil. Collorja je nasledil njegov podpredsednik Itamar Franco, ki je Fernanda Henriqueja Cardosa imenoval za finančnega ministra. Leta 1994 je Cardoso ustvaril zelo uspešen Plano Real, ki je po desetletjih neuspelih gospodarskih načrtov prejšnjih vlad, ki so poskušale zajeziti hiperinflacijo, končno stabiliziral brazilsko gospodarstvo. Cardoso je zmagal na volitvah leta 1994 in ponovno leta 1998.
Miren prehod oblasti s Cardosa na njegovega glavnega opozicijskega voditelja Luiza Inácia Lulo da Silvo (izvoljenega leta 2002 in ponovno izvoljenega leta 2006) je veljal za dokaz, da je Brazilija dosegla dolgo pričakovano politično stabilnost. Vendar so v Braziliji od sredine prvega mandata Dilme Rousseff, ki je po zmagi na volitvah leta 2010 nasledila Lulo, izbruhnili številni miroljubni protesti, ki so jih sprožili desetletja nakopičena ogorčenost in frustracije zaradi korupcije, policijske brutalnosti, neučinkovitosti političnega establišmenta in javnih služb in ponovno leta 2014 z majhnimi razlikami.
Brazilski kongres je Rousseffovo odstavil leta 2016, na polovici njenega drugega mandata, zamenjal pa jo je njen podpredsednik Michel Temer, ki je prevzel polna predsedniška pooblastila, potem ko je bila obtožba Rousseffove sprejeta 31. avgusta. Med postopkom obtožbe so potekali veliki ulični protesti za in proti njej. Obtožbe proti njej so spodbudile politična in gospodarska kriza ter dokazi o vpletenosti s politiki iz vseh primarnih političnih strank. Leta 2017 je vrhovno sodišče zahtevalo preiskavo 71 brazilskih poslancev in devetih ministrov kabineta predsednika Michela Temerja, ki so bili domnevno povezani s korupcijskim škandalom Petrobras. Tudi sam predsednik Temer je bil obtožen korupcije. Po anketi iz leta 2018 je 62 % prebivalcev dejalo, da je korupcija največji problem Brazilije.
Na močno spornih volitvah leta 2018 je bil za predsednika izvoljen kontroverzni konservativni kandidat Jair Bolsonaro iz Socialno liberalne stranke (PSL), ki je v drugem krogu zmagal Fernanda Haddada iz Delavske stranke (PT) s podporo 55,13 % veljavnih volivcev. glasov. V zgodnjih 2020-ih je Brazilija med pandemijo COVID-19 postala ena izmed najbolj prizadetih držav, saj je prejela drugo največje število smrtnih žrtev na svetu za ZDA. Maja 2021 je Luiz Inácio Lula da Silva izjavil, da se bo potegoval za tretji mandat na brazilskih splošnih volitvah leta 2022 proti Bolsonaru. Oktobra 2022 je bil Lula na prvem mestu v prvem krogu z 48,43 % podpore volivcev, v drugem krogu pa je prejel 50,90 % glasov. 8. januarja 2023, teden dni po inavguraciji Lule, je množica Bolsonarovih privržencev po več tednih nemirov napadla stavbe brazilske zvezne vlade v prestolnici Brasília.

## Geografija
Brazilija zavzema veliko območje vzdolž vzhodne obale Južne Amerike in vključuje velik del notranjosti celine, [178] in si deli kopensko mejo z Urugvajem na jugu; Argentina in Paragvaj na jugozahodu; Bolivija in Peru na zahodu; Kolumbija na severozahodu; in Venezuela, Gvajana, Surinam in Francija (francoska čezmorska regija Francoska Gvajana) na severu. Meji z vsemi južnoameriškimi državami, razen z Ekvadorjem in Čilom.
Brazilsko ozemlje obsega tudi številna oceanska otočja, kot so Fernando de Noronha, atol Rocas, skale sv. Petra in Pavla ter Trindade in Martim Vaz. Zaradi velikosti, reliefa, podnebja in naravnih virov je Brazilija geografsko raznolika. Vključno z atlantskimi otoki leži Brazilija med 6°S in 34°S ter 28° in 74°Z zemljepisne dolžine.
Brazilija je peta največja država na svetu in tretja največja v Ameriki s skupno površino 8.515.767,049 km², vključno s 55.455 km² vode. Od severa do juga je Brazilija tudi najdaljša država na svetu, saj se razteza od severa do juga 4395 km in edina država na svetu, skozi katero potekata ekvator in Kozorogov povratnik. Zajema štiri časovne pasove; od UTC−5, ki obsega državo Acre in najbolj zahodni del Amazonas, do UTC−4 v zahodnih državah, do UTC−3 v vzhodnih državah (državni čas) in UTC−2 na atlantskih otokih.

### Podnebje
Podnebje Brazilije obsega širok razpon vremenskih razmer na velikem območju in raznoliko topografijo, vendar je večina države tropska. Po Köppnovem sistemu Brazilija gosti šest glavnih podnebnih podtipov: puščavsko, ekvatorialno, tropsko, polsušno, oceansko in subtropsko. Različni podnebni pogoji ustvarjajo okolja, ki segajo od ekvatorialnih deževnih gozdov na severu in polsušnih puščav na severovzhodu do zmernih iglastih gozdov na jugu in tropskih savan v osrednji Braziliji. Številne regije imajo zelo različne mikroklime.
Za večji del severne Brazilije je značilno ekvatorialno podnebje. Pravega sušnega obdobja ni, vendar obstajajo nekatere razlike v obdobju leta, ko pade največ dežja. Povprečne temperature so 25 °C, z večjimi temperaturnimi nihanji med nočjo in dnevom kot med letnimi časi. V osrednji Braziliji so padavine bolj sezonske, značilna za savansko podnebje. Ta regija je tako obsežna kot porečje Amazonke, vendar ima zelo drugačno podnebje, saj leži južneje na višji nadmorski višini. Na notranjem severovzhodu so sezonske padavine še bolj ekstremne. Južno od Bahie, blizu obal in južneje večji del zvezne države São Paulo, se porazdelitev padavin spreminja, tako da dež pada skozi vse leto. Na jugu vladajo subtropski pogoji s hladnimi zimami in povprečnimi letnimi temperaturami, ki ne presegajo 18 °C; zimske zmrzali in snežne padavine niso redke na najvišjih območjih.
Polsušno podnebno območje na splošno prejme manj kot 800 milimetrov dežja, večina običajno pade v obdobju treh do petih mesecev na leto in občasno manj kot to, kar povzroči dolga sušna obdobja. Brazilska Grande Seca (velika suša) v letih 1877–78, najhujša v zgodovini Brazilije, je povzročila približno pol milijona smrti. Podobno uničujoča suša se je zgodila leta 1915.
Leta 2020 se je brazilska vlada zavezala, da bo do leta 2030 zmanjšala svoje letne emisije toplogrednih plinov za 43 %. Kot okvirni cilj je postavila tudi doseganje ogljične nevtralnosti do leta 2060, če država prejme 10 milijard dolarjev na leto.

### Topografija in hidrografija
Tudi brazilska topografija je raznolika in vključuje hribe, gore, ravnine, visokogorje in grmišča. Velik del terena leži med 200 metri in 800 metri nadmorske višine. Glavno gorsko območje zavzema večino južne polovice države. Severozahodni del planote je sestavljen iz širokega, valovitega terena, ki ga lomi prekinja, zaobljeno gričevje.
Jugovzhodni del je bolj razgiban, s kompleksno množico grebenov in gorskih verig, ki dosegajo višine do 1200 metrov. Ta območja vključujejo gorovje Mantiqueira in gorovje Espinhaço ter Serra do Mar. Na severu Gvajanski ščit tvori velik drenažni razvod, ki ločuje reke, ki tečejo proti jugu v Amazonsko porečje, od rek, ki se izlivajo v sistem reke Orinoko v Venezueli na severu. Najvišja točka v Braziliji je Pico da Neblina z 2994 metri, najnižja pa je Atlantski ocean.
Brazilija ima gost in zapleten sistem rek, enega najobsežnejših na svetu, z osmimi velikimi porečji, ki se vsa izlivajo v Atlantik. Glavne reke so Amazonka (druga najdaljša reka na svetu in največja po količini vode), Parana in njen glavni pritok Iguasu (ki vključuje slapove Iguasu) ter reke Rio Negro, São Francisco, Xingu, Madeira in druge.

### Biotska raznovrstnost in ohranjanje
Divje živali Brazilije obsegajo vse naravno prisotne živali, rastline in glive v tej južnoameriški državi. Dom za 60 % amazonskega deževnega gozda, ki predstavlja približno desetino vseh vrst na svetu, Brazilija velja za državo z največjo biotsko raznovrstnostjo na planetu, saj vsebuje več kot 70 % vseh živali in rastlin vrste katalogizirane. Brazilija ima najbolj znane vrste rastlin (55.000), sladkovodnih rib (3000) in sesalcev (več kot 689). Prav tako je na tretjem mestu na seznamu držav z največ vrstami ptic (1832) in na drugem mestu z največ vrstami plazilcev (744). Število vrst gliv ni znano, vendar je veliko. Brazilija je za Indonezijo druga država z največ endemičnimi vrstami.
Veliko ozemlje Brazilije obsega različne ekosisteme, kot je amazonski pragozd, ki je priznan kot kraj z največjo biološko raznovrstnostjo na svetu, z Atlantskim gozdom in Cerradom, ki ohranjata največjo biotsko raznovrstnost. Na jugu vlažni gozdovi Araucarije rastejo v zmernih razmerah. Bogat živalski svet Brazilije odraža raznolikost naravnih habitatov. Znanstveniki ocenjujejo, da bi se lahko skupno število rastlinskih in živalskih vrst v Braziliji približalo štirim milijonom, večinoma nevretenčarjev. Večji sesalci so mesojedi puma, jaguar, ozelot, redek gozdni pes (Speothos venaticus) in Navadna lisica ter rastlinojedi pekariji, tapirji, mravljinčar, lenivci, oposumi in pasavci. Na jugu je veliko jelenov, v severnih deževnih gozdovih pa najdemo številne vrste opic Novega sveta.
Več kot ena petina amazonskega deževnega gozda v Braziliji je popolnoma uničena, več kot 70 sesalcev pa je ogroženih. Grožnja izumrtja prihaja iz več virov, vključno s krčenjem gozdov in divjim lovom. Izumrtje je še bolj problematično v Atlantskem gozdu, kjer je bilo posekanih skoraj 93 % gozda. Od 202 ogroženih živali v Braziliji jih je 171 v Atlantskem gozdu. Amazonski deževni gozd je zaradi hitre gospodarske in demografske ekspanzije že od 1970-ih pod neposredno grožnjo krčenja gozdov. Obsežna zakonita in nezakonita sečnja na leto uniči gozdove v velikosti majhne države in s tem raznolike vrste z uničevanjem habitatov in drobljenjem habitatov. Od leta 1970 je bilo s sečnjo izkrčenih več kot 600.000 kvadratnih kilometrov amazonskega pragozda.
Leta 2017 ohranjena avtohtona vegetacija zavzema 61 % brazilskega ozemlja. Kmetijstvo je zavzemalo le 8 % državnega ozemlja, pašniki pa 19,7 %. Za primerjavo, leta 2019, čeprav je 43 % celotne evropske celine gozdov, je le 3 % celotne gozdne površine v Evropi avtohtonih gozdov. Brazilija je močno zainteresirana za ohranitev, saj je njen kmetijski sektor neposredno odvisen od njenih gozdov.

## Upravna delitev
Brazilija je geopolitično razdeljena na pet regij (imenovanih tudi makroregije) s strani Brazilskega inštituta za geografijo in statistiko, ki jih tvorijo zvezne države Brazilije.
Brazilija je razdeljena na 26 zveznih držav (portugalsko estado, množina  estados) in eno zvezno okrožje (portugalsko distrito federal), ki so združeni v pet večjih pokrajin:
- Srednje-zahodna regija (Região Centro-Oeste)

- Zvezno okrožje Brazilije (DF)
- Goiás (GO)
- Mato Grosso (MT)
- Mato Grosso do Sul (MS)

- Severovzhodna regija (Região Nordeste)

- Alagoas (AL)
- Bahia (BA)
- Ceará (CE)
- Maranhão (MA)
- Paraíba (PB)
- Pernambuco (PE)
- Piauí (PI)
- Rio Grande do Norte (RN)
- Sergipe (SE)

- Severna regija (Região Norte)

- Acre (AC)
- Amapá (AP)
- Amazonas (AM)
- Pará (PA)
- Rondônia (RO)
- Roraima (RR)
- Tocantins (TO)

- Jugovzhodna regija (Região Sudeste)

- Espírito Santo (ES)
- Minas Gerais (MG)
- Rio de Janeiro (RJ)
- São Paulo (SP)

- Južna regija (Região Sul)

- Paraná (PR)
- Rio Grande do Sul (RS)
- Santa Catarina (zvezna država) (SC)

## Demografija
Brazilija šteje 212.150.193 prebivalcev. Največ ljudi je starih med 15 in 64 let (26,7 %), sledijo pa jim tisti med 0 in 14 let (26,7 %), najmanj pa je ljudi nad 65 let (6,4 %). Povprečna starost prebivalcev je 28,6 let. 88,6 % prebivalstva, starega nad 15 let je pismenega.
Število prebivalcev se letno zviša za 1,199 %. Urbanizacija je 86 %, to pomeni, da večina prebivalcev živi v mestih.
Z HIV-om je okuženih 0,6 % ljudi.
V Braziliji je največ belcev (47,73%), nekaj manj je mulatov (43,13%), ostali prebivalci pa so črnci, Japonci, Arabci, Amerindi in drugi.
| Največja urbana aglomeracija države Brazilija 2017 Ocene Brazilskega inštituta za geografijo in statistiko | Največja urbana aglomeracija države Brazilija 2017 Ocene Brazilskega inštituta za geografijo in statistiko | Največja urbana aglomeracija države Brazilija 2017 Ocene Brazilskega inštituta za geografijo in statistiko | Največja urbana aglomeracija države Brazilija 2017 Ocene Brazilskega inštituta za geografijo in statistiko | Največja urbana aglomeracija države Brazilija 2017 Ocene Brazilskega inštituta za geografijo in statistiko | Največja urbana aglomeracija države Brazilija 2017 Ocene Brazilskega inštituta za geografijo in statistiko | Največja urbana aglomeracija države Brazilija 2017 Ocene Brazilskega inštituta za geografijo in statistiko | Največja urbana aglomeracija države Brazilija 2017 Ocene Brazilskega inštituta za geografijo in statistiko | Največja urbana aglomeracija države Brazilija 2017 Ocene Brazilskega inštituta za geografijo in statistiko | Največja urbana aglomeracija države Brazilija 2017 Ocene Brazilskega inštituta za geografijo in statistiko |
| | Rang | | Država | Preb. | Rang | | Država | Preb. | |
| --- | --- | --- | --- | --- | --- | --- | --- | --- | --- |
| São Paulo Rio de Janeiro                                                                                   | 1 | São Paulo                                                                                                  | São Paulo                                                                                                  | 21.314.716                                                                                                 | 11 | Belém | Pará | 2.157.180                                                                                                  | Belo Horizonte Recife                                                                                      |
| São Paulo Rio de Janeiro                                                                                   | 2 | Rio de Janeiro                                                                                             | Rio de Janeiro                                                                                             | 12.389.775                                                                                                 | 12 | Manaus | Amazonas                                                                                                   | 2.130.264                                                                                                  | Belo Horizonte Recife                                                                                      |
| São Paulo Rio de Janeiro                                                                                   | 3 | Belo Horizonte                                                                                             | Minas Gerais                                                                                               | 5.142.260                                                                                                  | 13 | Campinas                                                                                                   | São Paulo                                                                                                  | 2.105.600                                                                                                  | Belo Horizonte Recife                                                                                      |
| São Paulo Rio de Janeiro                                                                                   | 4 | Recife | Pernambuco                                                                                                 | 4.021.641                                                                                                  | 14 | Vitória | Espírito Santo                                                                                             | 1.837.047                                                                                                  | Belo Horizonte Recife                                                                                      |
| São Paulo Rio de Janeiro                                                                                   | 5 | Brasília                                                                                                   | Zvezno okrožje                                                                                             | 3.986.425                                                                                                  | 15 | Baixada Santista                                                                                           | São Paulo                                                                                                  | 1.702.343                                                                                                  | Belo Horizonte Recife                                                                                      |
| São Paulo Rio de Janeiro                                                                                   | 6 | Porto Alegre                                                                                               | Rio Grande do Sul                                                                                          | 3.894.232                                                                                                  | 16 | São José dos Campos                                                                                        | São Paulo                                                                                                  | 1.572.943                                                                                                  | Belo Horizonte Recife                                                                                      |
| São Paulo Rio de Janeiro                                                                                   | 7 | Salvador                                                                                                   | Bahia | 3.863.154                                                                                                  | 17 | São Luís                                                                                                   | Maranhão                                                                                                   | 1.421.569                                                                                                  | Belo Horizonte Recife                                                                                      |
| São Paulo Rio de Janeiro                                                                                   | 8 | Fortaleza                                                                                                  | Ceará | 3.594.924                                                                                                  | 18 | Natal | Rio Grande do Norte                                                                                        | 1.349.743                                                                                                  | Belo Horizonte Recife                                                                                      |
| São Paulo Rio de Janeiro                                                                                   | 9 | Curitiba                                                                                                   | Paraná | 3.387.985                                                                                                  | 19 | Maceió | Alagoas | 1.231.965                                                                                                  | Belo Horizonte Recife                                                                                      |
| São Paulo Rio de Janeiro                                                                                   | 10 | Goiânia | Goiás | 2.347.557                                                                                                  | 20 | João Pessoa                                                                                                | Paraíba | 1.168.941                                                                                                  | Belo Horizonte Recife                                                                                      |

## Gospodarstvo
Brazilsko mešano tržno gospodarstvo z višjim srednjim dohodkom je bogato z naravnimi viri. Ima največje nacionalno gospodarstvo v Latinski Ameriki, osmo največje gospodarstvo na svetu po nominalnem BDP in osmo največje po PKM. Po hitri rasti v prejšnjih desetletjih je država leta 2014 zaradi škandala s politično korupcijo in protestov po vsej državi zašla v stalno recesijo. Brazilija je država v razvoju in ima približno 100 milijonov delovne sile, kar je peta največja na svetu; z visoko stopnjo brezposelnosti 14,4 % od leta 2021. Njene devizne rezerve so desete največje na svetu. B3 v São Paulu je po tržni kapitalizaciji največja borza v Latinski Ameriki. Kar zadeva revščino, približno 1,9 % celotnega prebivalstva živi z 2,15 $ na dan, medtem ko približno 19 % živi s 6,85 $ na dan. Brazilsko gospodarstvo trpi zaradi endemične korupcije in visoke dohodkovne neenakosti. Brazilski real je nacionalna valuta.
Brazilsko razvejano gospodarstvo vključuje kmetijstvo, industrijo in široko paleto storitev. Velik storitveni sektor predstavlja približno 72,7 % celotnega BDP, sledi industrijski sektor (20,7 %), daleč najmanjši pa je kmetijski sektor, ki predstavlja 6,6 % celotnega BDP.
Brazilija je ena največjih proizvajalk različnih kmetijskih proizvodov in ima tudi velik zadružni sektor, ki zagotavlja 50 % hrane v državi. Zadnjih 150 let je največji proizvajalec kave na svetu. Brazilija je največja svetovna proizvajalka sladkornega trsa, soje in pomaranč; je eden izmed 5 najboljših proizvajalcev koruze, bombaža, limon, tobaka, ananasa, banan, fižola, kokosa, lubenic in papaje; in je med 10 največjimi svetovnimi proizvajalci kakava, indijskih oreščkov (Anacardium occidentale), manga, riža, paradižnika, sirka, mandarin, avokada, kakija in guave, med drugim. Kar zadeva živinorejo, je eden od 5 največjih proizvajalcev piščančjega mesa, govedine, svinjine in kravjega mleka na svetu. V rudarskem sektorju je Brazilija med največjimi proizvajalkami železove rude, bakra, zlata, boksita, mangana, kositra, niobija in niklja. Kar zadeva drage kamne, je Brazilija največji svetovni proizvajalec ametista, topaza, ahata in eden glavnih proizvajalcev turmalina, smaragda, akvamarina, granata in opala. Država je glavni izvoznik soje, železove rude, pulpe (celuloze), koruze, govedine, piščančjega mesa, sojine moke, sladkorja, kave, tobaka, bombaža, pomarančnega soka, obutve, letal, avtomobilov, avtomobilskih delov, zlata, etanola , železni polizdelki, med drugimi izdelki.
Brazilija je leta 2021 24. največji izvoznik in 26. največji uvoznik na svetu. Kitajska je njena največja trgovinska partnerica, saj predstavlja 32 % celotne trgovine. Drugi veliki trgovinski partnerji so ZDA, Argentina, Nizozemska in Kanada. Njena avtomobilska industrija je osma največja na svetu. V živilski industriji je bila Brazilija leta 2019 druga največja izvoznica predelane hrane na svetu. Država je bila leta 2016 druga največja proizvajalka celuloze na svetu in osma največja proizvajalka papirja. V obutveni industriji je bila leta 2019 Brazilija četrta največja proizvajalka. Bil je tudi deveti največji proizvajalec jekla na svetu. Leta 2018 je bila brazilska kemična industrija osma največja na svetu. Čeprav je bila leta 2013 med petimi največjimi svetovnimi proizvajalci, je brazilska tekstilna industrija zelo malo vključena v svetovno trgovino.

### Turizem
Naravna območja so njen najbolj priljubljen turistični produkt, kombinacija ekoturizma s prostim časom in rekreacijo, predvsem soncem in plažo, ter avanturističnimi potovanji in kulturnim turizmom. Med najbolj priljubljenimi destinacijami so amazonski deževni gozd, plaže in sipine v severovzhodni regiji, Pantanal v osrednje-zahodni regiji, plaže v Riu de Janeiru in Santa Catarini, kulturni turizem v Minas Geraisu in poslovna potovanja v São Paulo.

## Kultura
Osnovna kultura Brazilije izhaja iz portugalske kulture zaradi močnih kolonialnih vezi s Portugalskim imperijem. Med drugimi vplivi so Portugalci uvedli portugalski jezik, rimokatolicizem in kolonialne arhitekturne sloge. Na kulturo so močno vplivale tudi afriške, avtohtone in neportugalske evropske kulture in tradicije.
Na nekatere vidike brazilske kulture so vplivali prispevki italijanskih, nemških in drugih evropskih ter japonskih, judovskih in arabskih priseljencev, ki so v velikem številu prispeli na jug in jugovzhod Brazilije v 19. in 20. stoletju. Avtohtoni ameriški Indijanci so vplivali na brazilski jezik in kuhinjo; in Afričani so vplivali na jezik, kulinariko, glasbo, ples in vero.
Brazilska umetnost se je od 16. stoletja razvila v različne sloge, ki segajo od baroka (prevladujočega sloga v Braziliji do zgodnjega 19. stoletja) do romantike, modernizma, ekspresionizma, kubizma, nadrealizma in abstrakcionizma. Brazilska kinematografija sega v čas rojstva medija v poznem 19. stoletju in je od šestdesetih let prejšnjega stoletja dosegla novo raven mednarodnega priznanja.

### Arhitektura
Arhitektura Brazilije je pod vplivom Evrope, zlasti Portugalske. Ima zgodovino, ki sega 500 let nazaj v čas, ko je Pedro Álvares Cabral leta 1500 pristal v Braziliji. Portugalska kolonialna arhitektura je bila prvi val arhitekture, ki je šel v Brazilijo. Je osnova za vso brazilsko arhitekturo kasnejših stoletij. V 19. stoletju v času Brazilskega cesarstva je država sledila evropskim trendom in sprejela neoklasicistično in neogotsko arhitekturo. Nato so v 20. stoletju, zlasti v glavnem mestu Brasílii, eksperimentirali z modernistično arhitekturo.
Kolonialna arhitektura Brazilije sega v zgodnje 16. stoletje, ko so Brazilijo prvič raziskali, osvojili in naselili Portugalci. Portugalci so zgradili arhitekturo, ki so jim jo poznali v Evropi, da bi kolonizirali Brazilijo. Zgradili so portugalsko kolonialno arhitekturo, ki je vključevala cerkve, meščansko arhitekturo, vključno s hišami in utrdbami v brazilskih mestih in na podeželju.

### Glasba
Brazilska glasba je nastala predvsem iz zlitja evropskih, avtohtonih in afriških elementov. Do 19. stoletja je bila Portugalska kriva za večine vplivov, ki so gradili brazilsko glasbo, čeprav mnogi od teh elementov niso bili portugalskega izvora, ampak na splošno evropski. Prvi je bil José Maurício Nunes Garcia, avtor sakralnih del z vplivom dunajskega klasicizma. Glavni prispevek afriškega elementa je bila ritmična raznolikost ter nekateri plesi in inštrumenti, ki so imeli večjo vlogo pri razvoju popularne glasbe in ljudske glasbe, ki se je razmahnila zlasti v 20. stoletju.
Popularna glasba je od poznega 18. stoletja začela kazati znake oblikovanja značilnega brazilskega zvoka, pri čemer je samba veljala za najbolj tipično in je na Unescovem seznamu kulturne dediščine. Samba-reggae, Maracatu, Frevo in Afoxê so štiri glasbene tradicije, ki so postale popularizirane s svojim nastopom na letnih brazilskih karnevalih. Capoeira se običajno igra z lastno glasbo, imenovano glasba capoeire, ki se običajno šteje za vrsto ljudske glasbe, ki temelji na klicu in odgovoru. Forró je vrsta ljudske glasbe, ki je bila vidna med Festa Junina v severovzhodni Braziliji. Jack A. Draper III, profesor portugalščine na univerzi v Missouriju, trdi, da je bil Forró uporabljen kot način za zatiranje občutkov nostalgije po podeželskem življenjskem slogu.
Choro je zelo priljubljen glasbeni instrumentalni slog. Njegov izvor je v Riu de Janeiru v 19. stoletju. Kljub imenu ima slog pogosto hiter in vesel ritem, za katerega so značilni virtuoznost, improvizacija, subtilne modulacije in poln sinkopiranja in kontrapunkta. Bossa nova je tudi dobro znan slog brazilske glasbe, ki se je razvil in populariziral v 1950-ih in 1960-ih. Besedna zveza bossa nova dobesedno pomeni 'nov trend'. Lirična fuzija sambe in jazza, bossa nova, je pridobila veliko privržencev od leta 1960. Nekateri brazilski glasbeni umetniki so dosegli mednarodni uspeh, na primer: Gilberto Gil, Heitor Villa-Lobos, Antônio Carlos Jobim, João Gilberto, Sérgio Mendes, Eumir Deodato, Kaoma, Sepultura, Olodum in CSS.

### Verstva
Največ je katoličanov (64.6%), manj je protestantov (22.2%), ostali so animisti, Bantu/vudu ali drugo.

### Jezik
Večinoma govorijo portugalščino (uradni in najbolj razširjen jezik), španščino, nemščino, italijanščino, japonščino, angleščino.

### Kulinarika
Brazilska kuhinja se zelo razlikuje glede na regijo, kar odraža različno mešanico avtohtonega in priseljenskega prebivalstva v državi. Tako je nastala narodna kuhinja, ki jo zaznamuje ohranjanje regionalnih razlik. Primeri so feijoada, ki velja za nacionalno jed države; in regionalna živila, kot so beiju, feijão tropeiro, vatapá, moqueca, polenta (iz italijanske kuhinje) in acarajé (iz afriške kuhinje).
Nacionalna pijača je kava, cachaça pa je domača žgana pijača Brazilije. Cachaça je destilirana iz sladkornega trsa in je glavna sestavina nacionalnega koktajla Caipirinha.
Tipičen obrok je sestavljen večinoma iz riža in fižola z govedino, solate, pomfrita in ocvrtega jajca. Pogosto se meša z moko kasave (farofa). Ocvrti krompir, ocvrta kasava, ocvrta banana, ocvrto meso in ocvrt sir se zelo pogosto jedo za kosilo in postrežejo v večini tipičnih restavracij. Priljubljeni prigrizki so pastel (ocvrto pecivo); coxinha (različica piščančjega kroketa); pão de queijo (sir kruh in kasava moka / tapioka); pamonha (pasta iz koruze in mleka); esfirra (različica libanonskega peciva); kibbeh (iz arabske kuhinje); empanada (pecivo) in empada, majhne solne pite, polnjene s kozicami ali palmovim srcem.
Brazilija ima različne sladice, kot so brigadeiros (čokoladne kroglice), bolo de rolo (torta z goiabado), cocada (kokosova sladkarija), beijinhos (kokosovi tartufi in nageljnove žbice) in Romeu e Julieta (sir z goiabado). Arašidi se uporabljajo za izdelavo paçoca, rapadura in pé-de-moleque. Lokalno običajno sadje, kot so açaí, cupuaçu, mango, papaja, kakav, indijski oreščki, guava, pomaranča, limeta, pasijonka, ananas in svinjska sliva, se spremeni v sokove in se uporablja za izdelavo čokolade, sladoleda in sladoleda.